# Grote Prijs Jef Scherens 1967
Il Grote Prijs Jef Scherens 1967, quinta edizione della corsa, si svolse il 4 settembre 1967. Fu vinto dal belga Robert Lelangue della  davanti ai suoi connazionali Herman Van Springel e Remi Van Vreckom.

## Ordine d'arrivo (Top 10)
| Pos. | Corridore           | Squadra               | Tempo |
| ---- | ------------------- | --------------------- | ----- |
| 1    | Robert Lelangue     | Romeo-Smiths          |       |
| 2    | Herman Van Springel | Mann-Grundig          |       |
| 3    | Remi Van Vreckom    | Okay-Diamant          |       |
| 4    | Jan Nolmans         | Mann-Grundig          |       |
| 5    | Jos Spruyt          | Mercier-BP-Hutchinson |       |
| 6    | Ludo Vandromme      | Mann-Grundig          |       |
| 7    | Noel Van Clooster   | Flandria-De Clerck    |       |
| 8    | Walter Godefroot    | Flandria-De Clerck    |       |
| 9    | Lucien Willekens    | Okay-Diamant          |       |
| 10   | Willy Derboven      | Willem II-Gazelle     |       |